# Aalborg Vinterrevy
Aalborg Vinterrevy har eksisteret siden 1990 og spilles altid i Aalborg Kongres og Kulturhus. Igennem tiden har man kunnet opleve revyhold med meget svingende antal medvirkende. Man har igennem årene kunnet opleve navne som: Pernille Schrøder, Henrik Lykkegaard, Søs Egelind, Kirsten Lehfeldt, Niels Hausgaard, Vicki Berlin, Jesper Klein, Flemming Jensen, Thomas Mørk, Niels Ellegaard, Leif Maibom og mange flere. Revyen er blevet stiftet af show og forretningsmanden, tidligere direktør for Aalborg Kongres og Kulturhus Ernst Trillingsgaard. Revyen havde sølvbryllup i 2014, med revyholdet: Niels Ellegaard, Vicki Berlin, Henrik Lykkegaard og Pernille Schrøder. 

## 1990
Medvirkende: Ulf Pilgaard og Thomas Eje

## 1991
Medvirkende: Flemming Jensen

## 1992
Medvirkende: Lisbet Dahl

## 1993
Medvirkende: Jesper Klein, Per Pallesen, Flemming Jensen, Lykke Nielsen, Michelle Bjørn-Andersen, Jeanette Binderup-Schultz og Henrik H. Lund

## 1994
Medvirkende: Søs Egelind og Kirsten Lehfeldt

## 1995
Medvirkende: Margrethe Koytu, Anne Herdorf og Dario Campeotto

## 1996
Medvirkende: Jan Schou

## 1997
Medvirkende: Niels Hausgaard

## 1998
Medvirkende: Finn Nielsen, Pernille Schrøder og Henrik Lykkegaard

## 1999
Medvirkende: Søs Egelind og Kirsten Lehfeldt

## 2000
Medvirkende: Pernille Schrøder, Henrik Lykkegaard og Thomas Mørk

## 2001
Medvirkende: Niels Hausgaard

## 2002
Medvirkende: Pia Rosenbaum, Leif Maibom og Arne Lundemann

## 2003
Medvirkende: Søs Egelind og Kirsten Lehfeldt

## 2004
Medvirkende: Pernille Schrøder, Henrik Lykkegaard og Niels Ellegaard

## 2005
Medvirkende: Jeanne Boel, Leif Maibom og Hans Holtegaard

## 2006
Medvirkende: Leif Maibom, Jan Schou og Kirsten Price

## 2007
Medvirkende: Pernille Schrøder, Niels Ellegaard og Henrik Lykkegaard

## 2008
Medvirkende: Pernille Schrøder, Henrik Lykkegaard og Thomas Mørk

## 2009
Medvirkende: Søs Egelind og Kirsten Lehfeldt

## 2010
Medvirkende: Niels Ellegaard, Leif Maibom og Lone Rødbroe

## 2011
Medvirkende: Pernille Schrøder, Henrik Lykkegaard og Thomas Mørk

## 2012
Medvirkende: Pernille Schrøder, Vicki Berlin, Henrik Lykkegaard og Jesper Asholt

## 2013
Medvirkende: Leif Maibom, Thomas Mørk, Pernille Schrøder og Vicki Berlin

## 2014
Medvirkende: Pernille Schrøder, Henrik Lykkegaard, Vicki Berlin og Niels Ellegaard
25 års jubilæumsrevy. Her kan ses en lille video fra deres sølvbryllup: https://www.youtube.com/watch?v=cExN62GRII8

## 2015
Medvirkende: Henrik Lykkegaard, Vicki Berlin, Lise Baastrup og Rasmus Krogsgaard

## 2016
Medvirkende: Vicki Berlin, Rasmus Krogsgaard, Hans Holtegaard og Randi Winther

## 2017
Medvirkende: Pernille Schrøder, Thomas Mørk, Vicki Berlin, Rasmus Krogsgaard og Alexander Arli

## 2018
Medvirkende: Pernille Schrøder, Thomas Mørk, Vicki Berlin og Rasmus Krogsgaard